# ريو نيغرو (الأمازون)
ريو نيغرو ((بالبرتغالية: Rio Negro‏)؛ (بالإسبانية: Río Negro)‏ "النهر الأسود") هو أكبر رافد من نهر الأمازون وأكبر نهر ذو مياه سوداء في العالم (وهو ما يمثل نحو 14% من المياه في حوض الأمازون)، وأحد أكبر عشرة في العالم من حيث متوسط التصريف.

## التاريخ
تمت تسمية النهر من قبل المستكشف الاسباني فرانثيسكو دي أوريانا الذي وصل إليه في عام 1541. استقر اليسوعيون على طول ضفتيه بحلول منتصف القرن السابع عشر بين عدد من القبائل: ماناو، أرواك، تروما. أصبح الاستعباد شائعا على طول ضفتي النهر، وتقلص عدد السكان الأصليين إلى حد كبير بعد الاتصال بالأوروبيين بسبب الأمراض المعدية.

## الحيوانات
في حين أن اسم ريو نيغرو يعني النهر الأسود، فإن لون مياهه يشبه لون الشاي القوي والذي يعد نموذجيا في الأنهار سوداء اللون. يأتي اللون الداكن من الحمض الدبالي لعدم اكتمال تحلل الغطاء النباتي الذي يحتوي على الفينول. اتخذ النهر اسمه لأنه يبدو أسودا من بعيدا.
وقد كتب الكثيرون حول إنتاجية ريو نيغرو وغيره من الأنهار السوداء. وقد يفسح هذا المجال أمام الأبحاث الجديدة بأن النهر يأوي مجموعة كبيرة من الأسماك وأن به العديد من السلاحف على شواطئه. كما أن انخفاض عدد الهنود على طول النهر قدر يرجع بسبب الأمراض المعدية والحروب عوضا عن كونه بسبب إنتاجية النهر المنخفضة.
يمتاز ريو نيغرو من ثراء الأنواع. وتم توثيق حوالي 700 نوع من الأسماك في حوض النهر، ومن المقدر أن مجموع 800-900 أنواع الأسماك بما في ذلك ما يقرب من 100 منها متوطنة و عدة أنواع لم توصف بعد. من بين هذه توجد مجموعة تلقى رواجا في سوق أسماك الزينة مثل الكاردينال تترا. قناة كاسيكياري، وجدت العديد من الأنواع المائية في ريو نيجرو وأورينوكو. حيث تضم القناة كلا من المياة السوداء والصافية والأنواع القادرة على التكيف الأنواع بإمكانها المرور عبر النظامين النهريين.